# St. Marien (Groß Salitz)

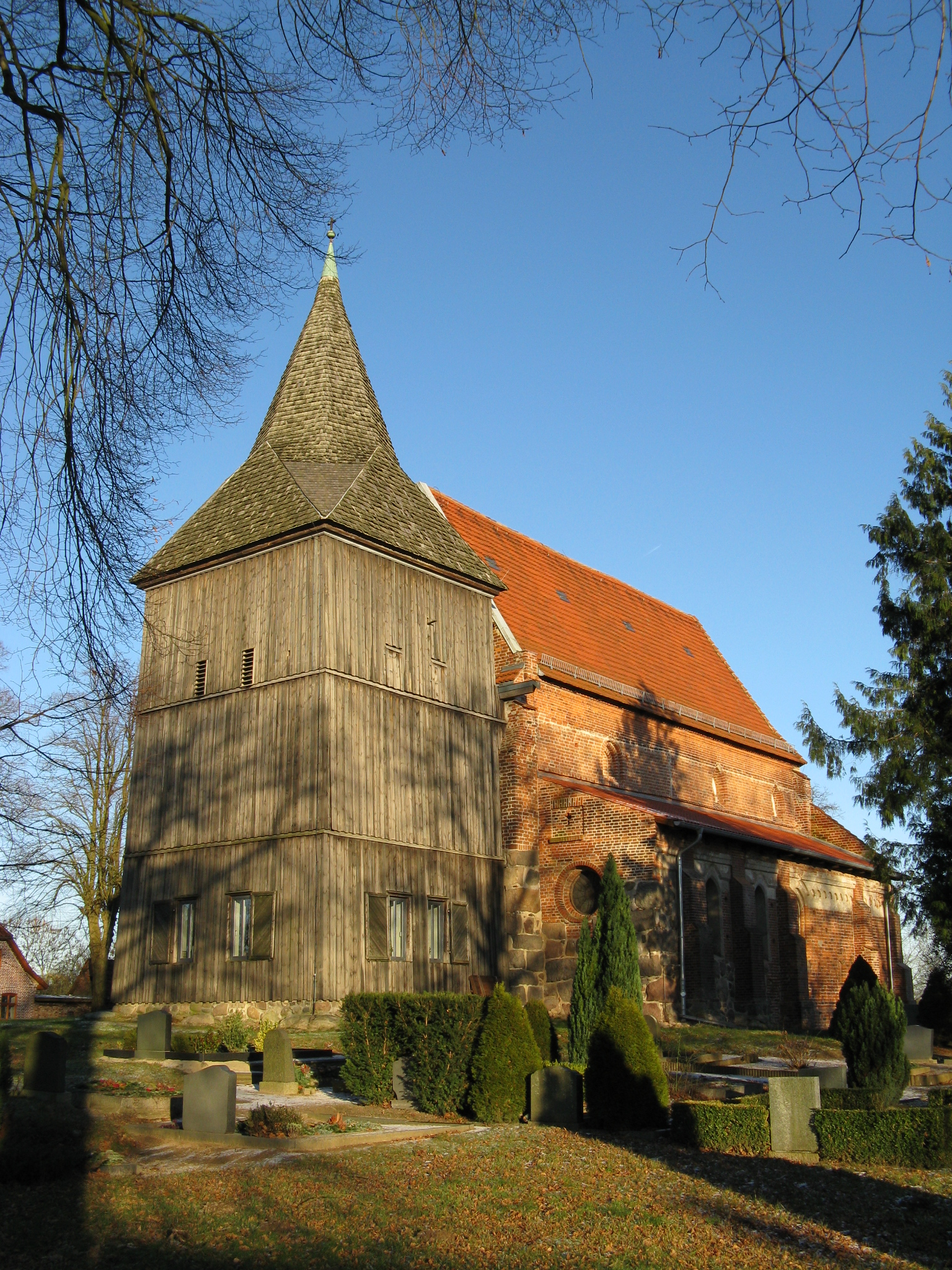
Kirche Groß Salitz

Die St. Marienkirche Groß Salitz ist eine backsteingotische Dorfkirche im Ortsteil Groß Salitz der Gemeinde Krembz im Landkreis Nordwestmecklenburg.

## Geschichte und Architektur

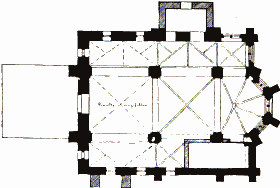
Grundriss (1898)

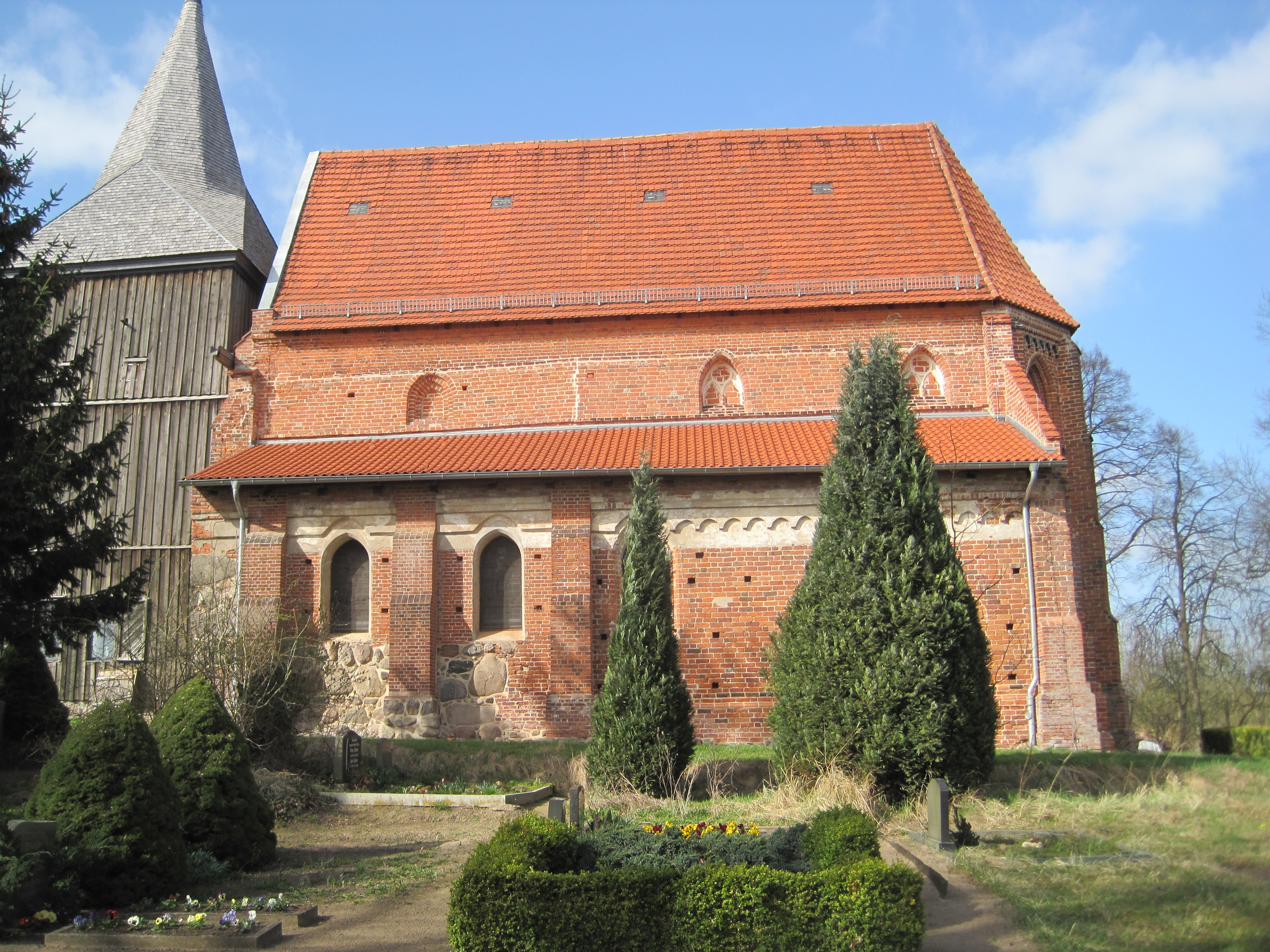
Südseite: als Obergaden östlich zwei vermauerte Maßwerkfenster, westlich primär Blende

Die Marienkirche in Groß Salitz wird bereits im Ratzeburger Zehntregister 1230 erwähnt. Das Dorf und spätere Gut Groß Salitz gelangte zu Beginn des 14. Jahrhunderts in den Besitz der Familie von Lützow, die hier bis 1945 ansässig war und zumindest seit 1653 auch das Kirchenpatronat ausübte. Die Kirche wurde früher in die erste Hälfte des 14. Jahrhunderts datiert; heute geht man eher von einer Entstehungszeit von um 1280 aus. Sie ist, für mecklenburgische Dorfkirchen eher untypisch, heute eine Pseudobasilika, und zwar mit gebundenem System. Die zwei (Mittelschiff) bzw. drei (Seitenschiffe) östlichen Joche wurden zunächst als Basilika errichtet. 1417 (d) wurde die Kirche um ein Mittelschiffsjoch bzw. zwei Seitenschiffsjoche nach Westen verlängert. Dort erhielten die Hochschiffswände von Anfang an nur Blendfenster. [Der Chor hat einen 5/8-Schluss. Das nördliche und das südliche Seitenschiff verfügen über fünf kleine Joche, von denen das jeweils östliche den Chorraum bis zur Hälfte mit umschließt. Die beiden südöstlichen Joche des südlichen Seitenschiffs sind als Grabkapelle der Familie von Lützow abgeteilt, die vermauert ist und somit über keinen Zugang verfügt. Im Bereich dieser Kapelle besteht der Mauerwerksverband außen aus Wechselschichten von roten und schwarz glasierten Klosterformatsteinen. In diesem Bereich finden sich auch Zierziegel mit Reliefs, deren Darstellungen aber nur teilweise erhalten sind; an der Südseite befindet sich im Bereich dieser Kapelle ein Rundbogenfries. Das erste Joch des Gewölbes der Kirche wurden 1648 durch den Einsturz des Kirchturms zerstört. Als verbretterter Holzturm mit verschindeltem Pyramidendach wurde er vor der Westwand der Kirche neu errichtet und das Südseitenschiff wiederhergestellt.
Nach einer Vereinbarung zwischen Pastor Elfreich und dem Uhrmacher Greßmann aus Neuenkirchen wurde 1796 eine komplette Turmuhr geliefert. 1876 und noch 1888 erfolgte die Wartung der Turmuhr durch den Hofuhrmachermeister F. Dreyer aus Schwerin. 1868 wurde die Mauer auf dem Kirchhof erneuert.
Die Farbverglasungen in den drei Polygonfenstern, die figürlichen Glasmalereien in den drei Fenstern des südlichen Seitenschiffs und die des Rundfensters in der Westwand des südlichen Seitenschiffs entstanden 1871 durch den Gadebuscher Glasermeister A. Prangst. Sie zeigen die Apostel Johannes, Petrus und Jakobus.
Im Rundfenster befindet sich eine gusseiserne Maßwerkrosette, deren Innenring das dornengekrönte Haupt Christi nach der Ecce homo-Darstellung von Guido Reni (1575–1642) in Schmelzfarbenmalerei zeigt. In den zwölf Kreissegmenten erscheinen Weinstöcke als aufsteigender Mittelstamm mit abzweigenden Ranken in Grisaillemalerei auf weißem Grund.
1896 machte der Landbaumeister Gustav Hamann aus Hagenow auf die zunehmenden Gewölbeschäden in der Kirche aufmerksam.
Der 1906 gegründete Groß Salitzer Kirchenchor wurde 1908 schon wieder aufgelöst. 1930 fand die 600-Jahr-Feier statt.
Im 1996 zum Gemeindezentrum ausgebauten Turm ist noch die Außenseite des früheren Westportals zu sehen. Die bis zum Ende des 20. Jahrhunderts durch, wie ein Schleppdach über Mittel- und Seitenschiffe wirkende, hoch angesetzten Pultdächer der Seitenschiffe verdeckten Obergaden wurden im Zuge der Neueindeckung 2008 wieder freigestellt. Der frühere Dachansatz der Seitenschiffe ist heute am Mauerwerk des Mittelschiffs noch gut zu erkennen. Die Obergaden blieben jedoch verblendet, so dass im Inneren der Kirche der basilikatypische Lichteinfall von oben nicht gegeben ist. Sie waren ursprünglich als Biforienfenster ausgeführt und sind besonders gut von innen an der Südseite in ihrer Form zu erkennen.

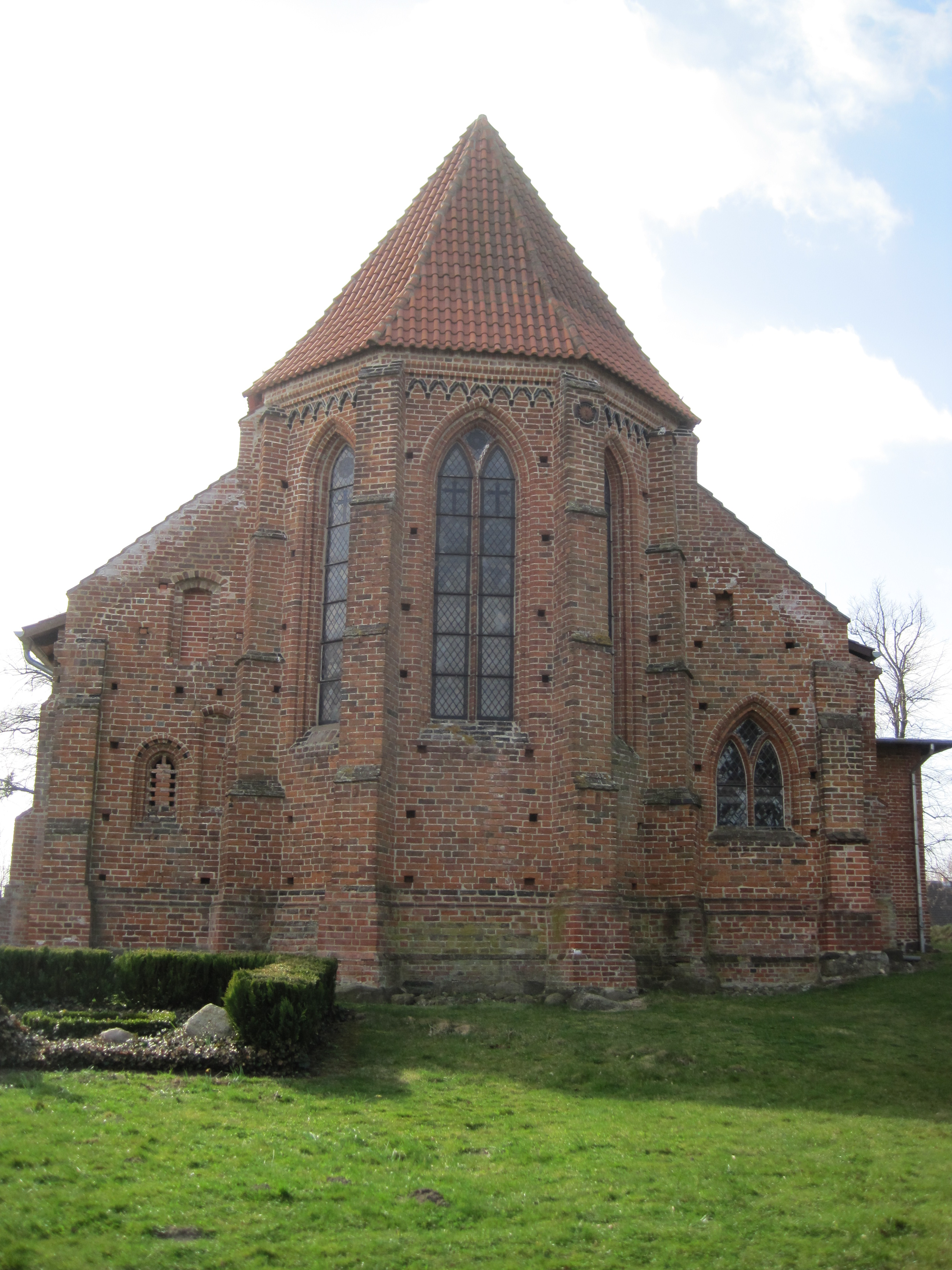
Ostansicht
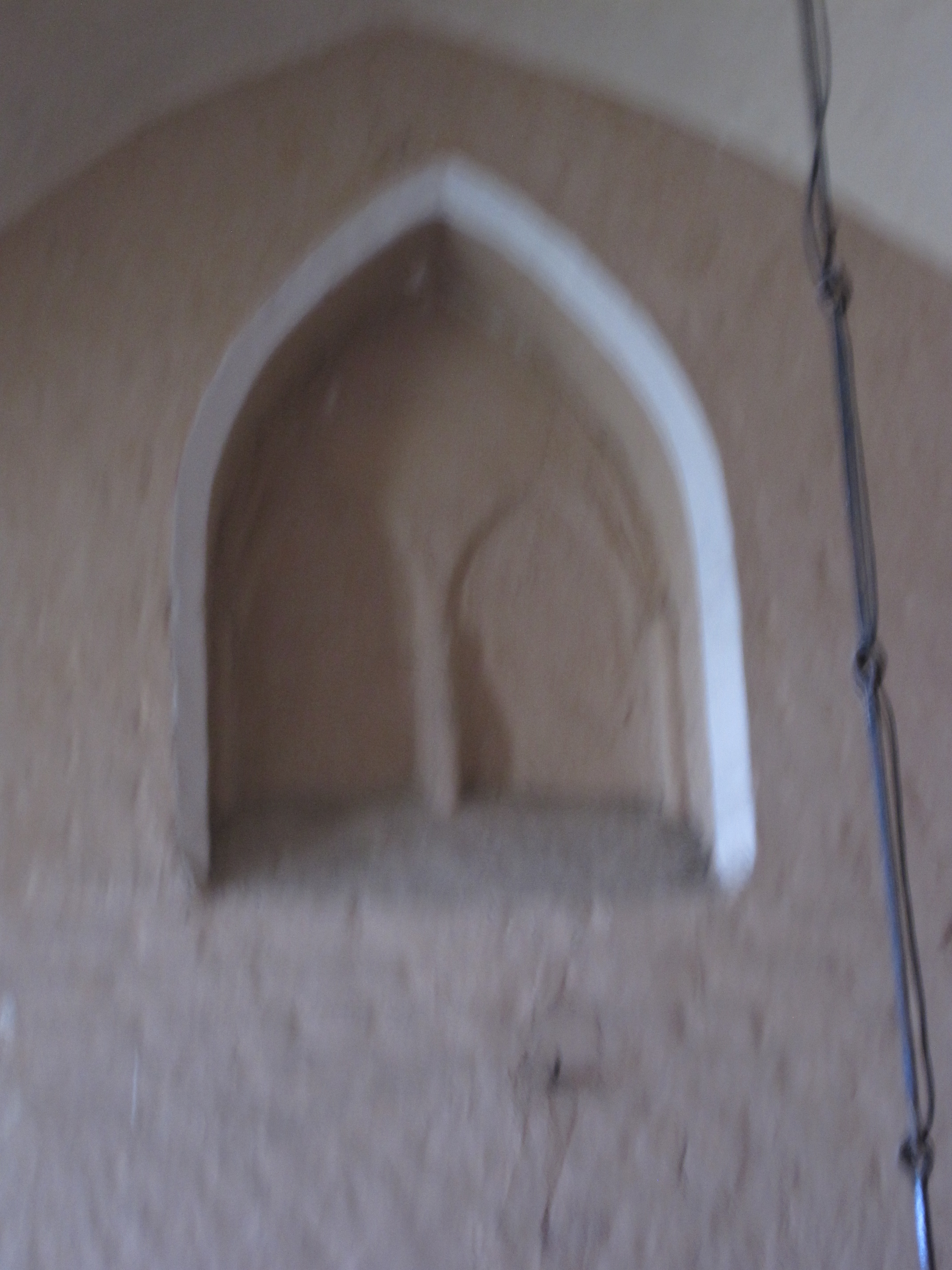
Vermauertes Maßwerkfenster von innen
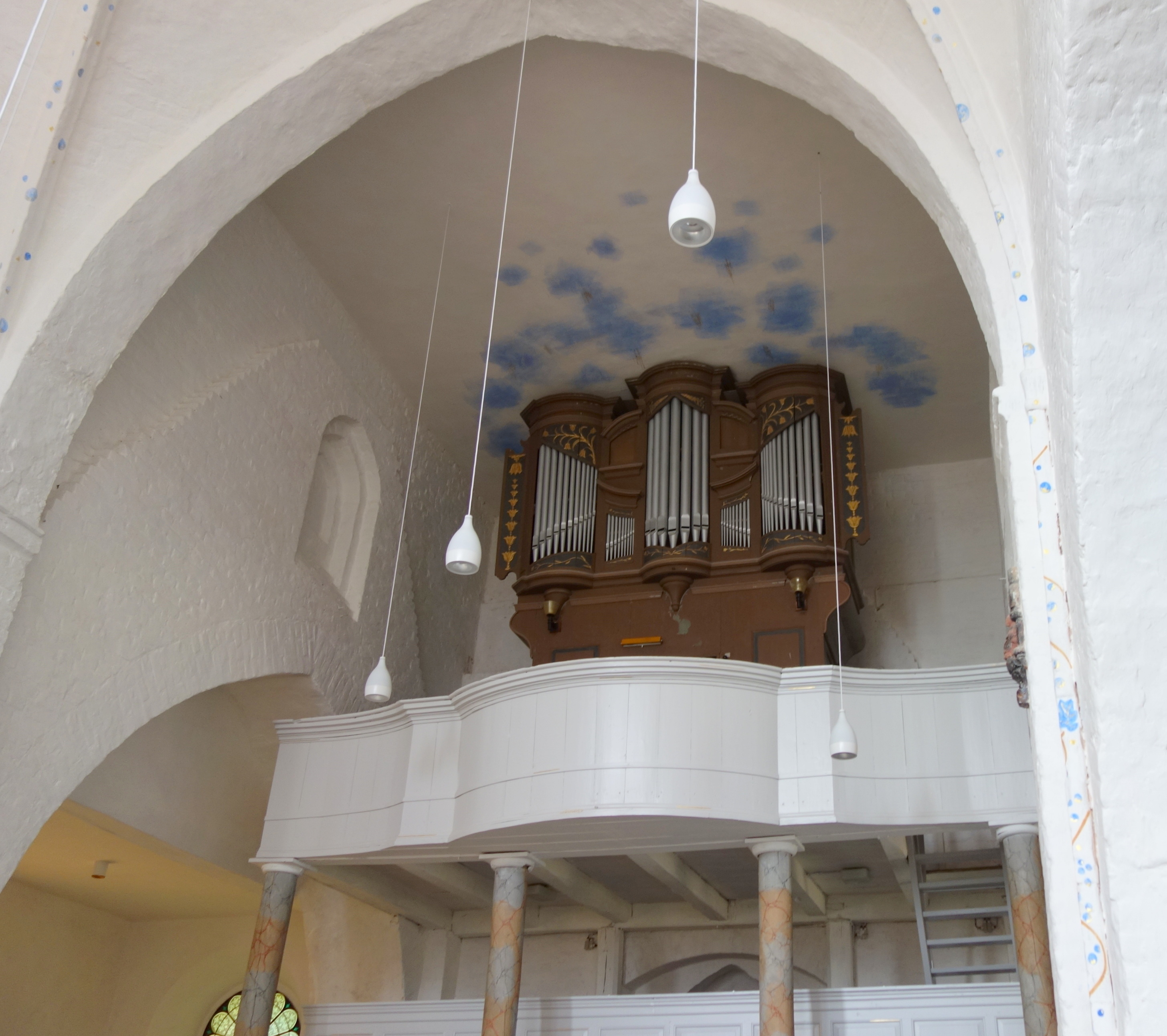
Orgelempore mit Obergadenblende
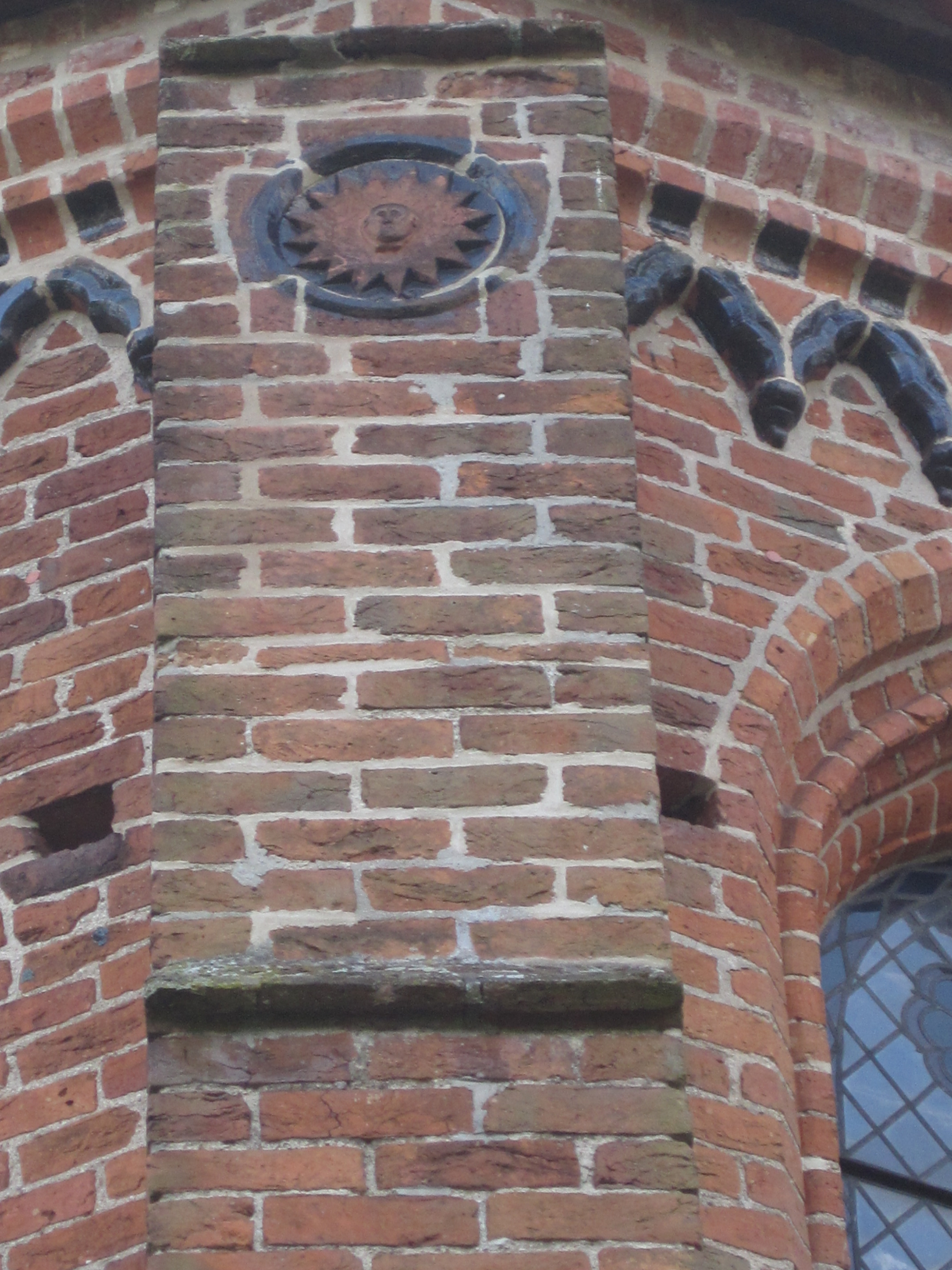
Detail von Nordost mit schwarz glasiertem Kleeblattfries und Sonnenrelief
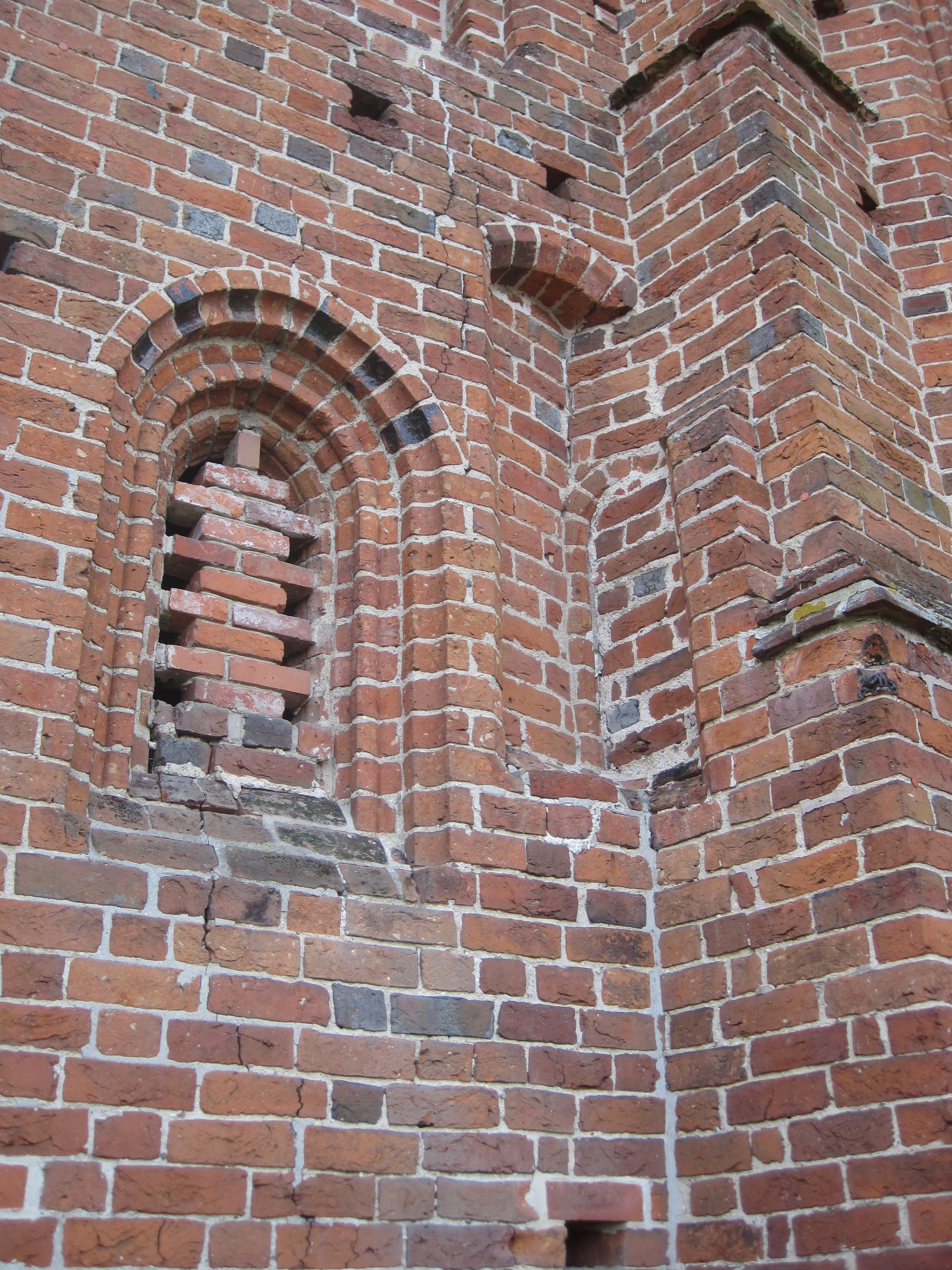
Ostwand des südlichen Seitenschiffs und Chor
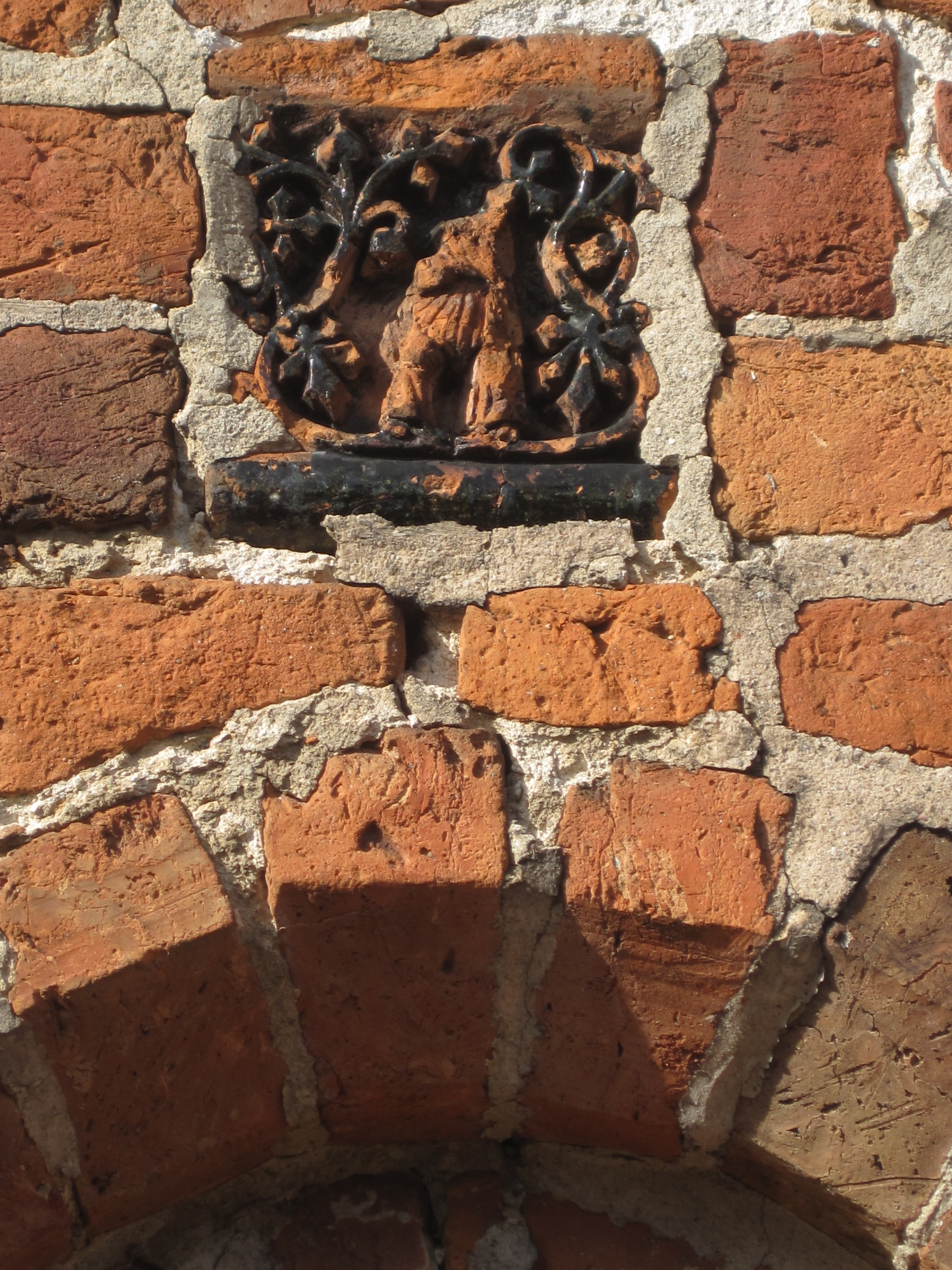
Detail Relief in Schwarzglasur
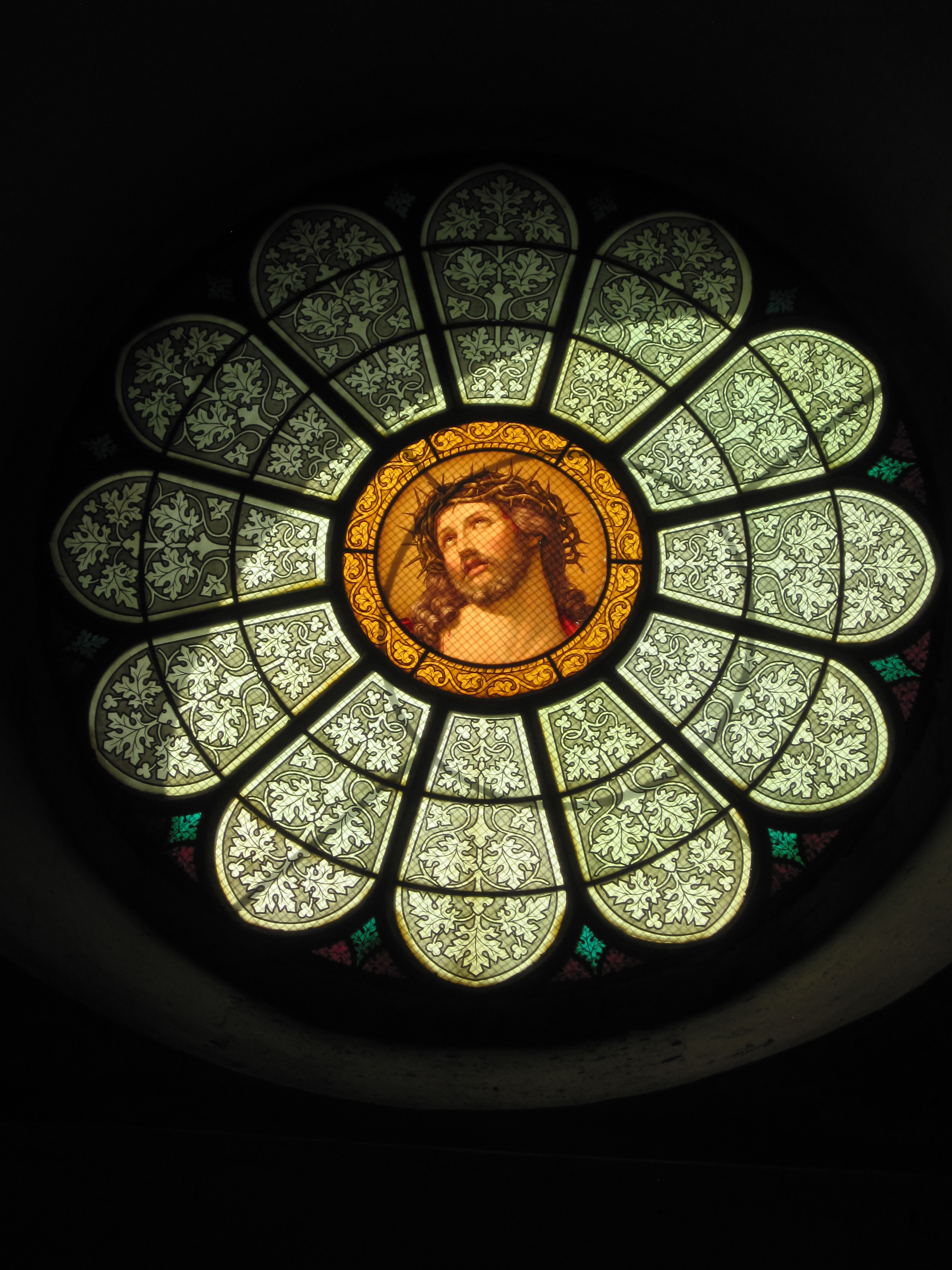
Neugotisches Rosenfenster am Westende des Südseitenschiffs

An der Nordinnenseite des Chors befindet sich in der Wand ein eingelassener gotischer Eucharistieschrank, der auch im Grundriss der Kirche (Abb.) zu erkennen ist. Die Empore im nördlichen Seitenschiff ist eine spätere Einfügung und über die Nordervorhalle, die auch als Eingang zur Kirche dient, und ein ehemaliges Fenster mit einer Treppe erschlossen.

## Ausstattung
Die ältesten Stücke der Ausstattung sind Terrakotten mit Heiligenfiguren, die vom romanischen Vorgängerbau übernommen worden sind. Sie befinden sich unterhalb der Kapitelle der Pfeiler des Mittelschiffs unter kleinen Baldachinen aus Kleeblattbögen auf Konsolen sowie im Bereich des Chors auch an den Wänden.

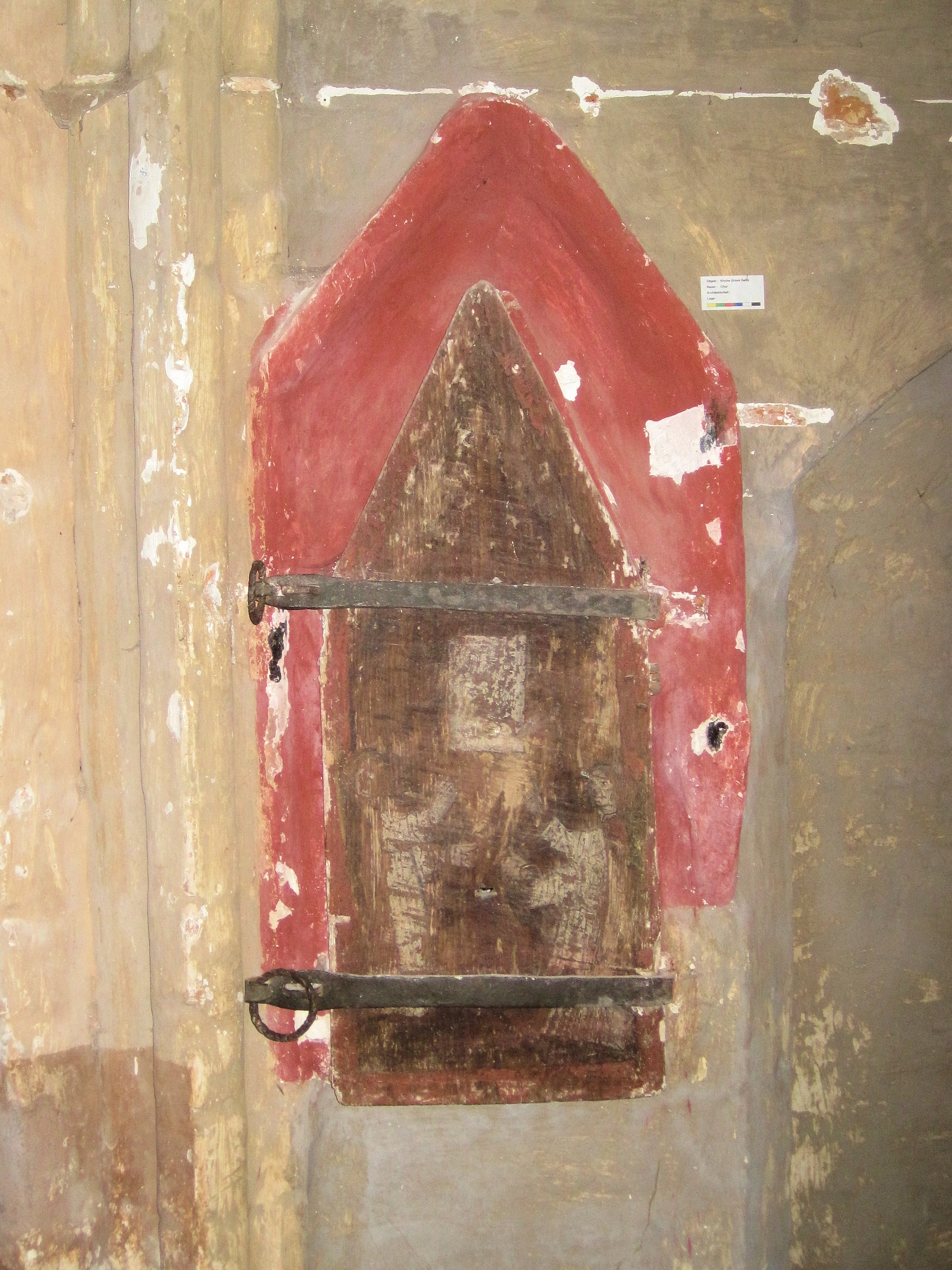
Gotischer Eucharistieschrank im Mauerwerk
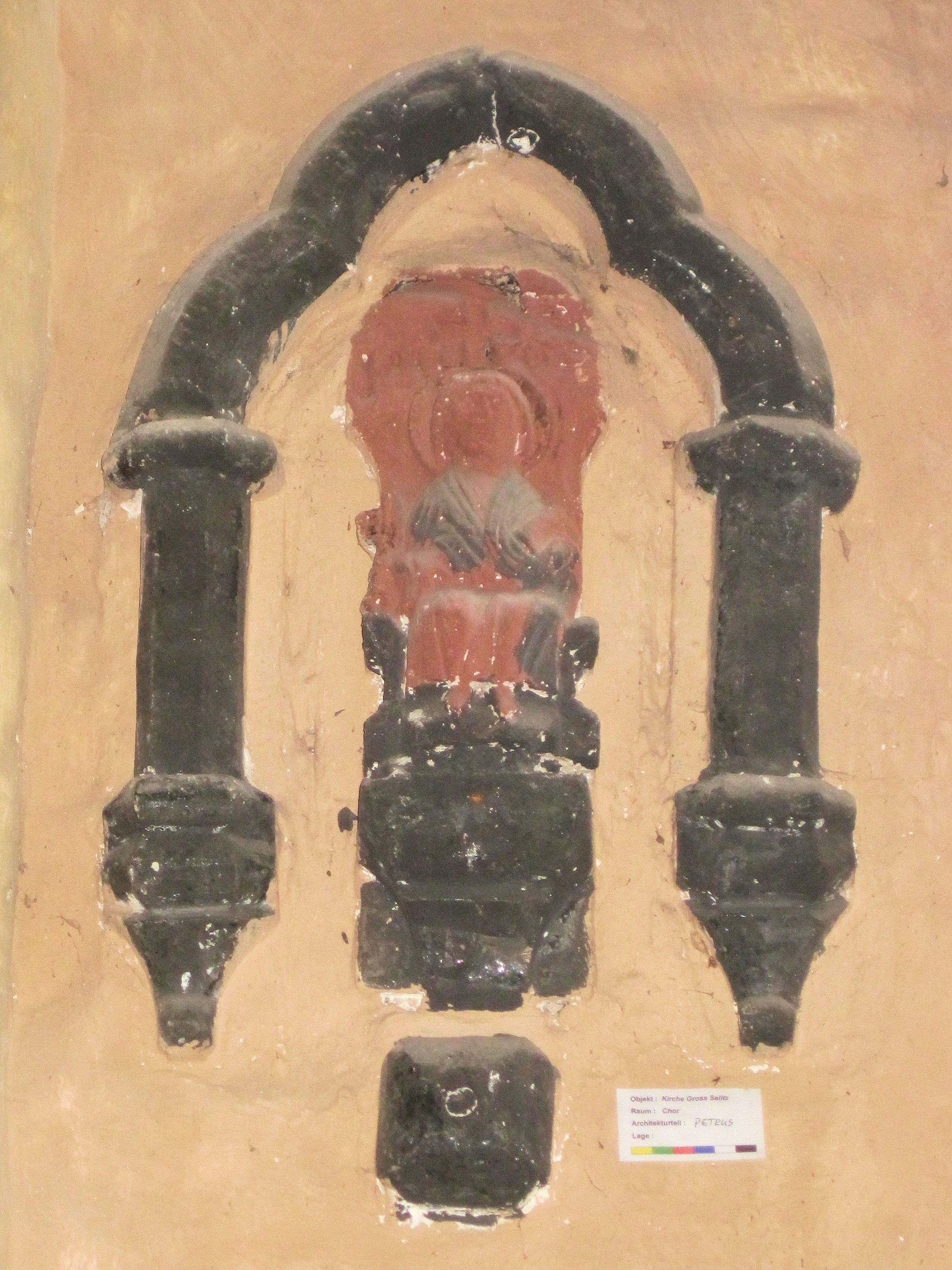
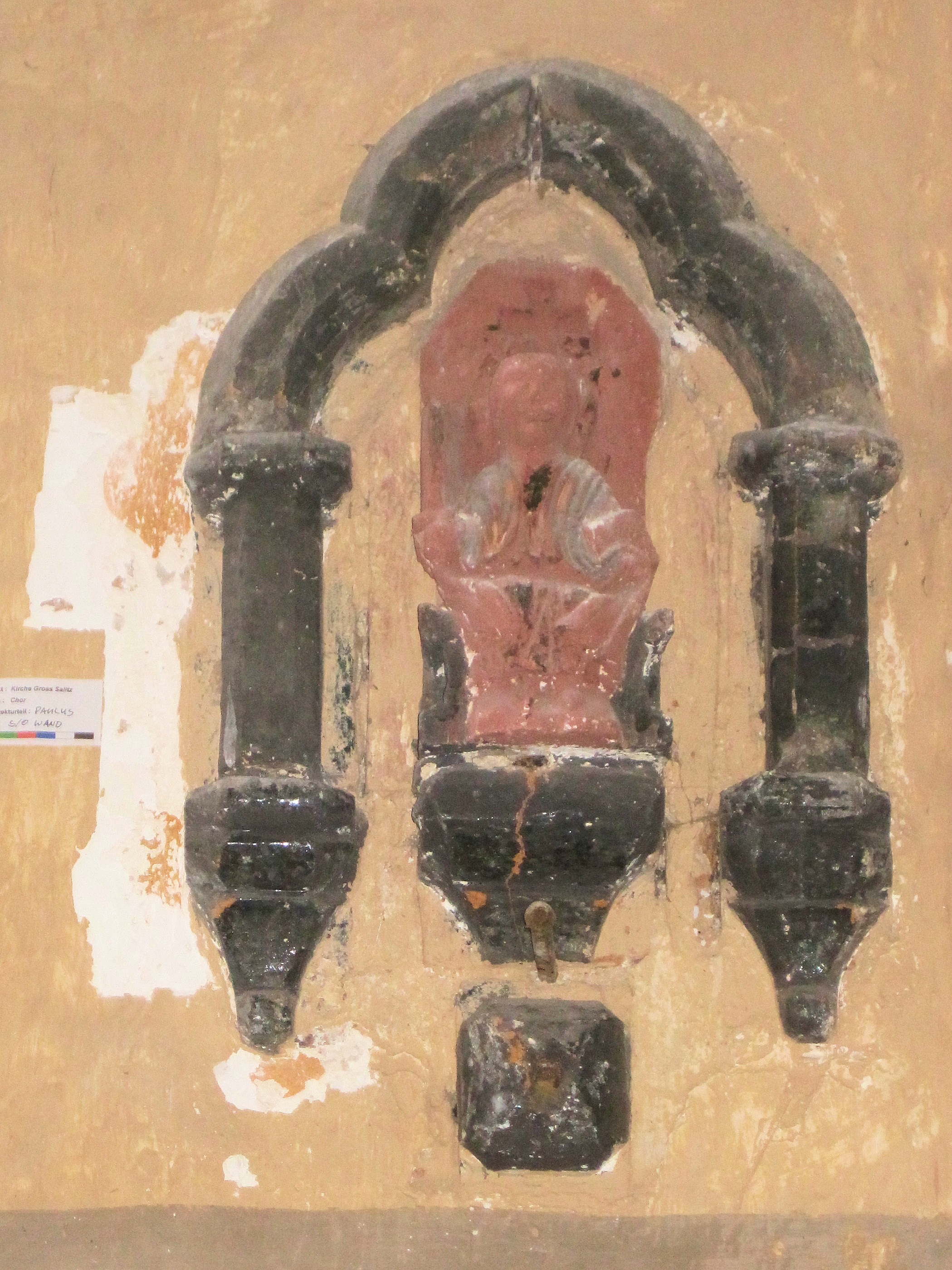
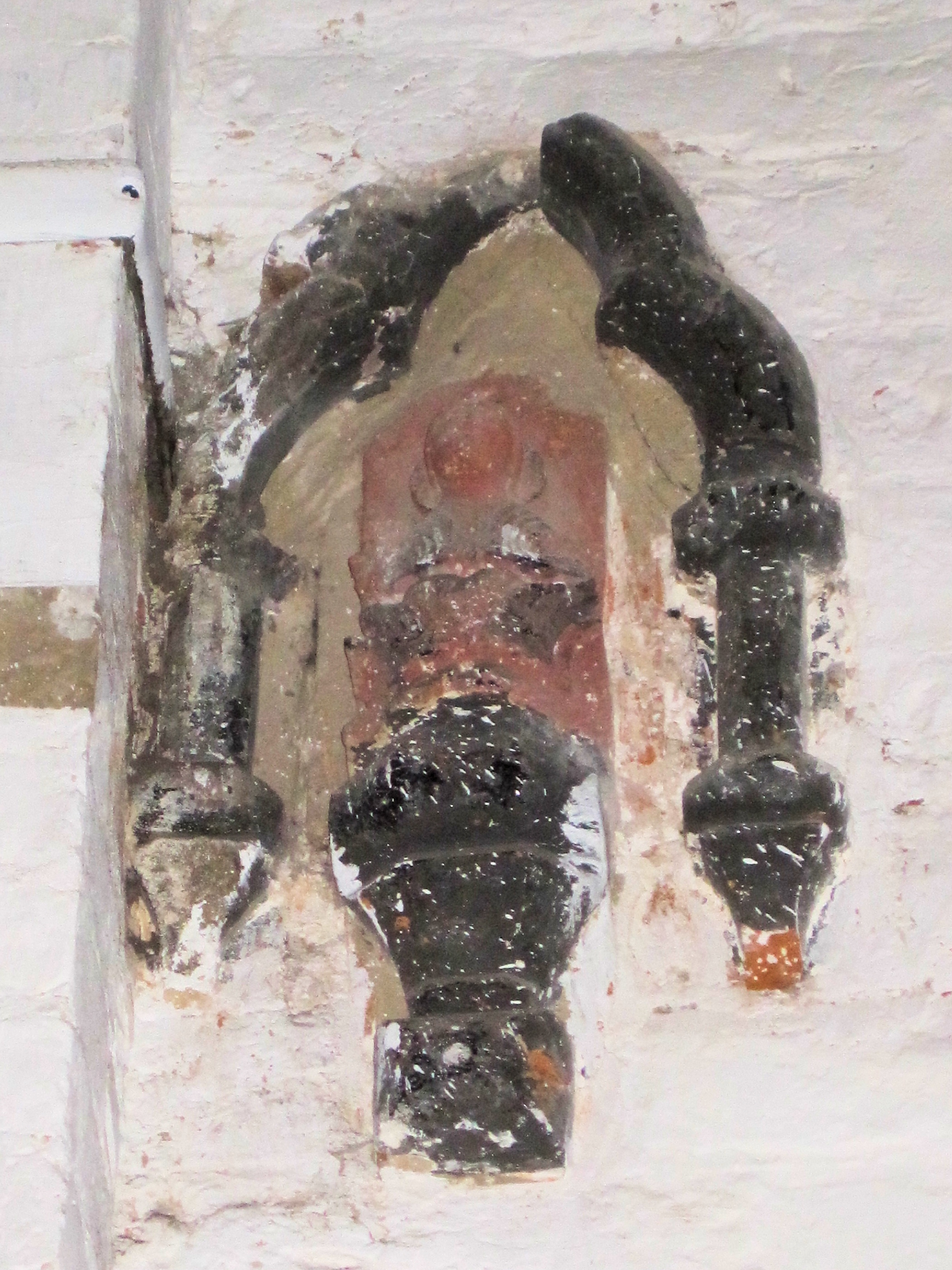
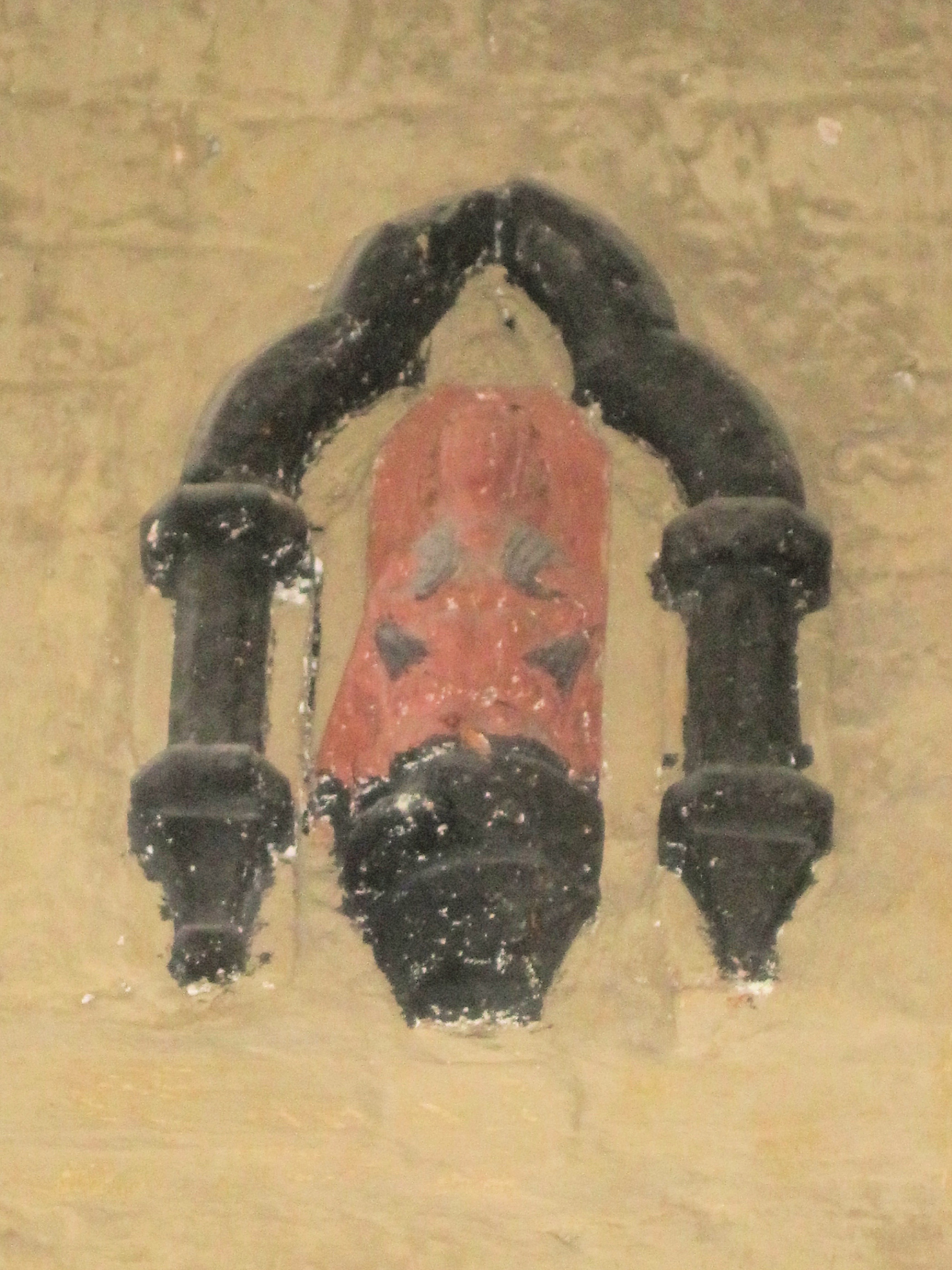
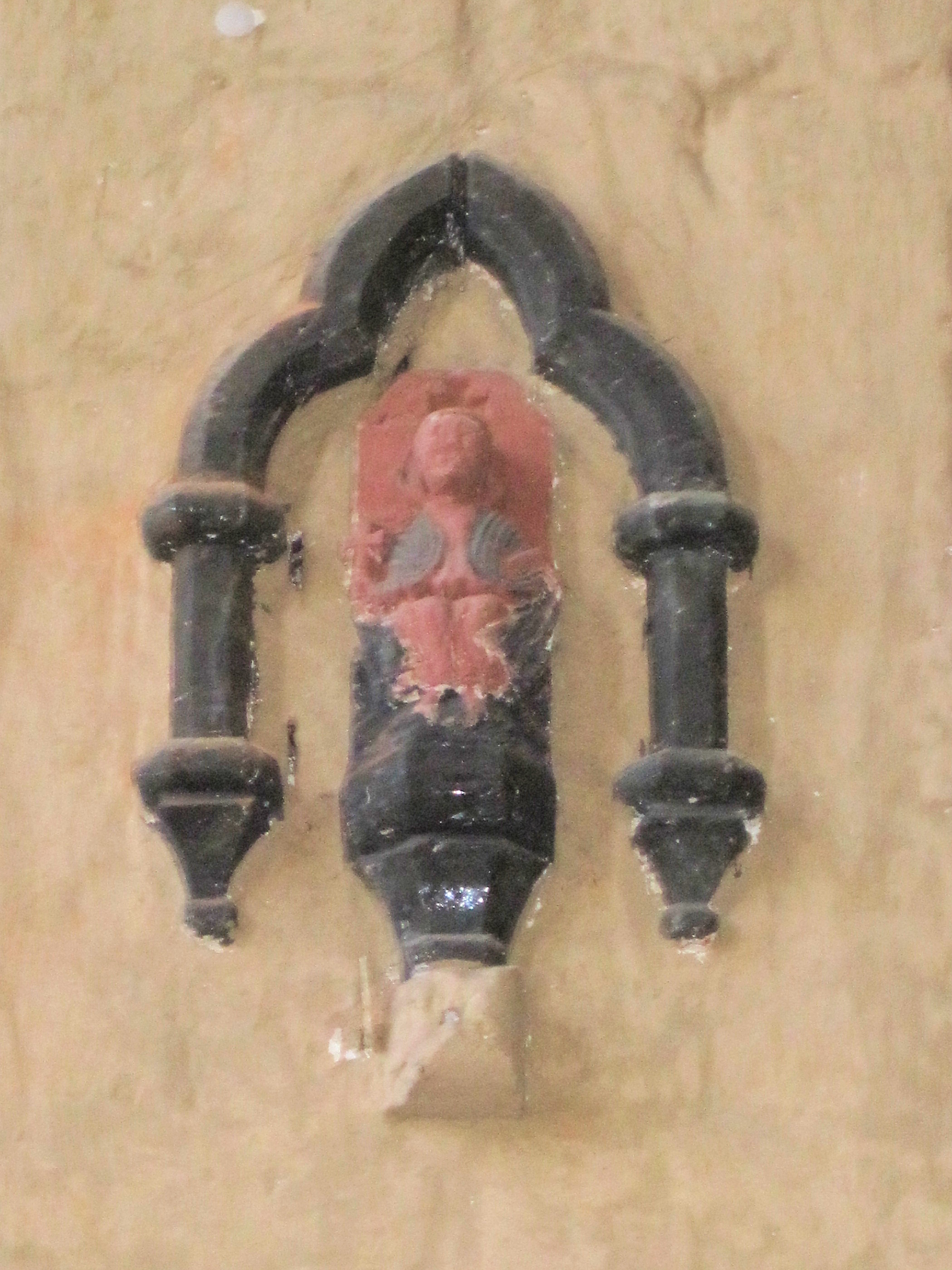
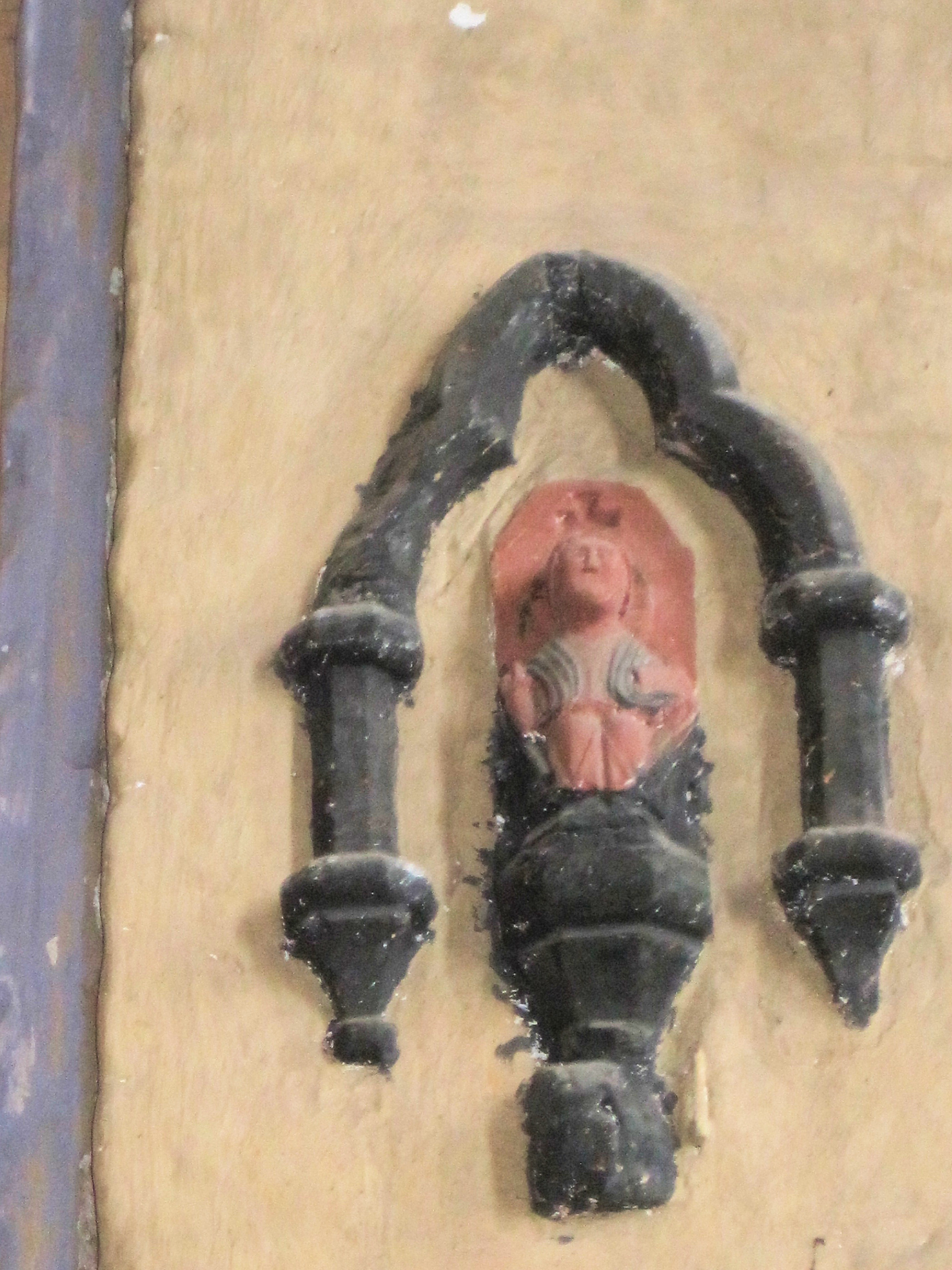

Der barocke Altaraufsatz mit zweigeschossigem Säulenaufbau wurde der Kirche 1736 von der Familie von Lützow gestiftet. Seine Skulptur ist insgesamt aus Holz gefertigt und die Renovierung ist derzeit (2012) noch nicht abgeschlossen, einzelne Skulpturen sind zur Restaurierung und Konservierung entnommen. Im Bereich der Predella wird das Relief eines Abendmahls gezeigt, darüber eine Kreuzigung mit Statuen von Maria und Johannes, außen links als Seitenfigur Moses und rechts Aaron. Darüber Grablegung und Auferstehung. Das Werk erinnert an die Barockaltäre des Lübecker Bildhauers Hieronymus Hassenberg oder seiner Werkstatt.
Die Kanzel und die hölzerne sechseckige Taufe mit Baldachindeckel sind im Stil der Renaissance gehalten. Die Glasfenster an der Südseite sind jüngeren Datums.

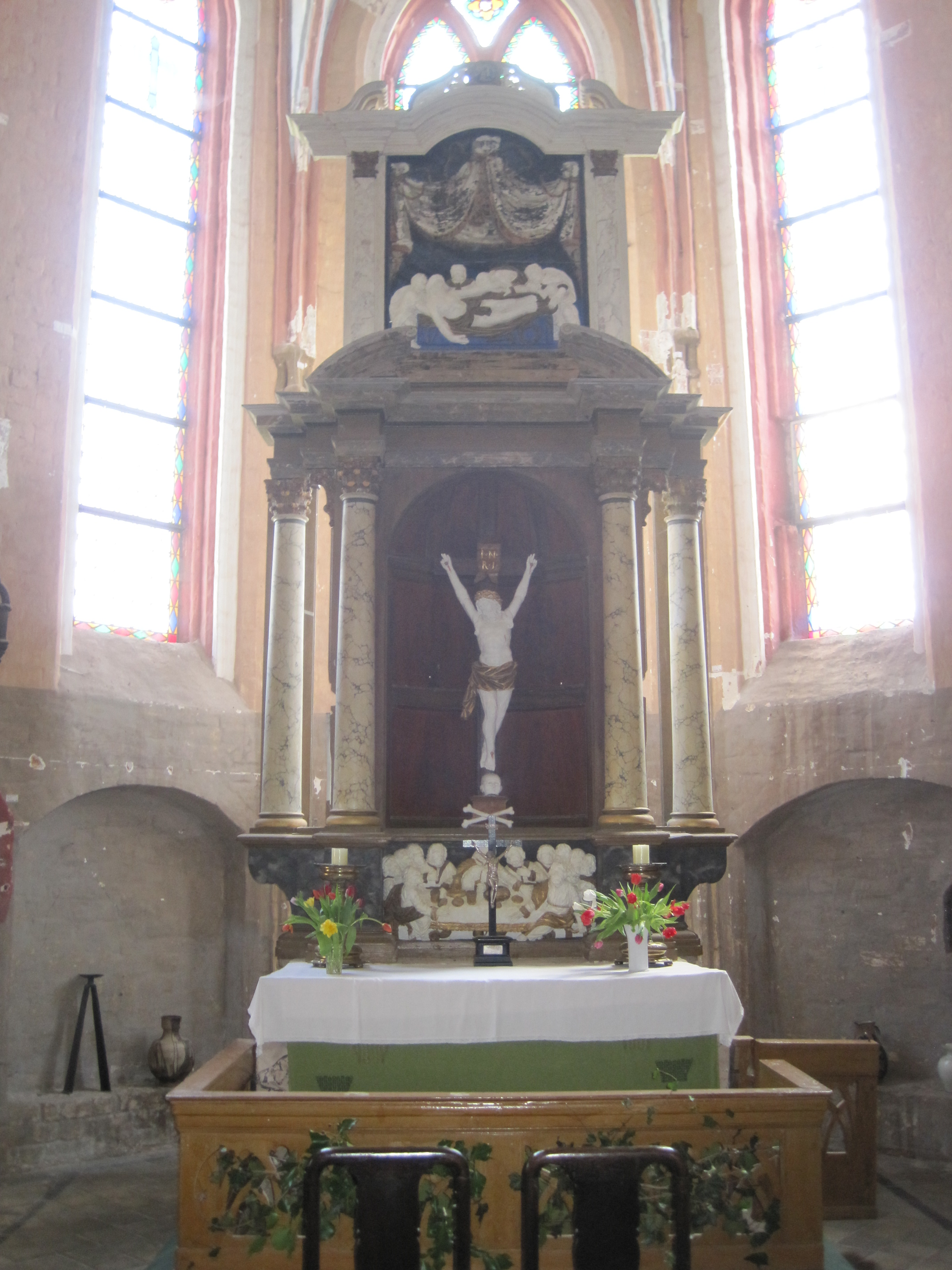
Altaraufsatz (2012; unvollständig wegen Restauration der Figuren)
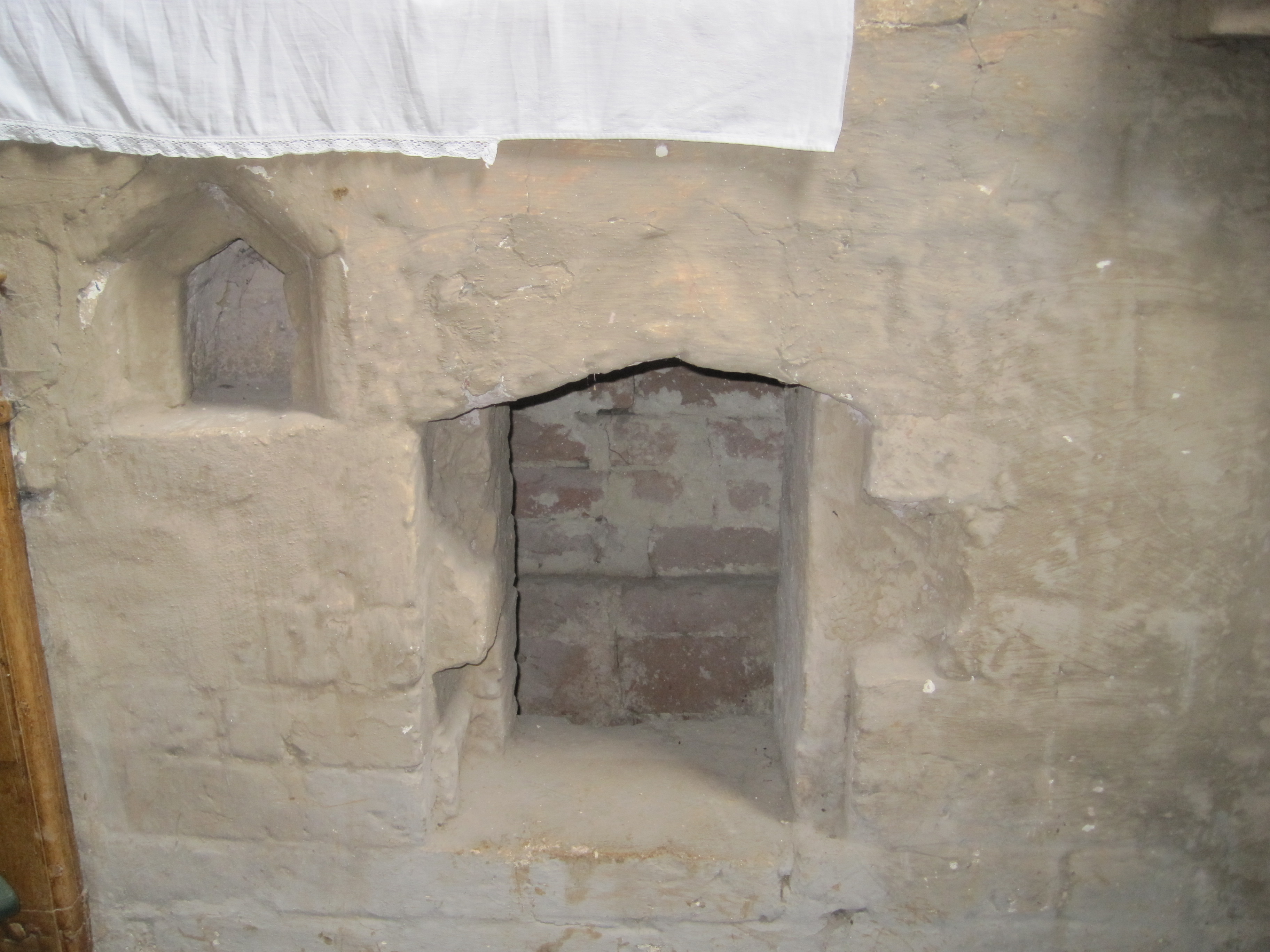
Altar (Südseite)
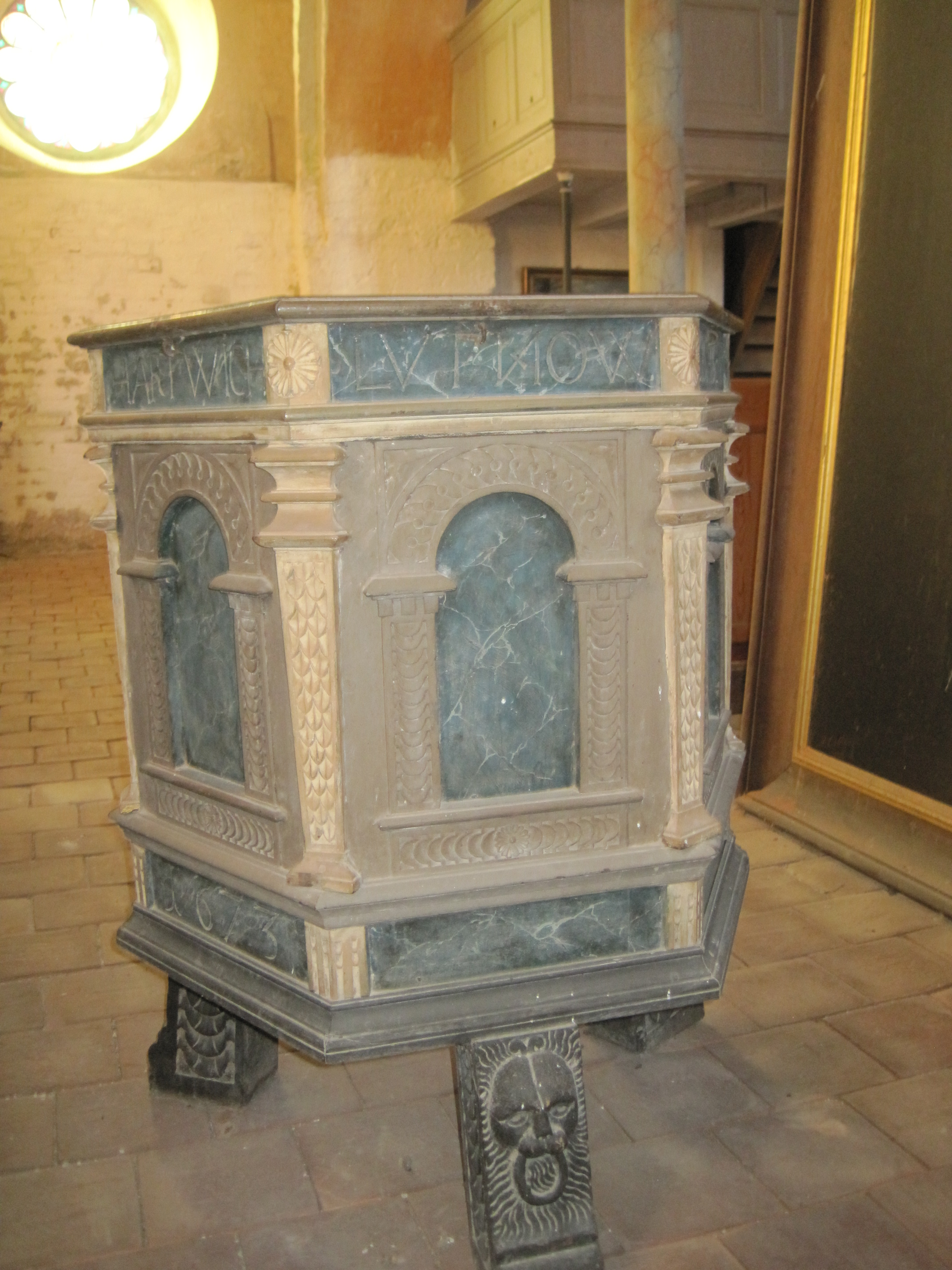
Holztaufe

## Epitaphien
In der Kirche befinden sich zwei Epitaphien des frühen 17. Jahrhunderts aus Sandstein. Sie sind nebeneinander an der Längswand der Grabkapelle der Familie Lützow angebracht. Das eine für Lüder von Lützow auf Neuenhof und Dutzow († 1599) und seine Ehefrau Magdalena von Bülow († 1603), die beide kniend unter ihren Familienwappen dargestellt sind. Das zweite zeigt Magnus von Lützow auf Neuenhof mit seinen sieben Söhnen und seine Frau Dilliana Behrens mit ihren fünf Töchtern. Es wurde wohl zu ihren Lebzeiten bereits fertiggestellt, die Todesdaten wurden jedoch nicht nachgetragen.

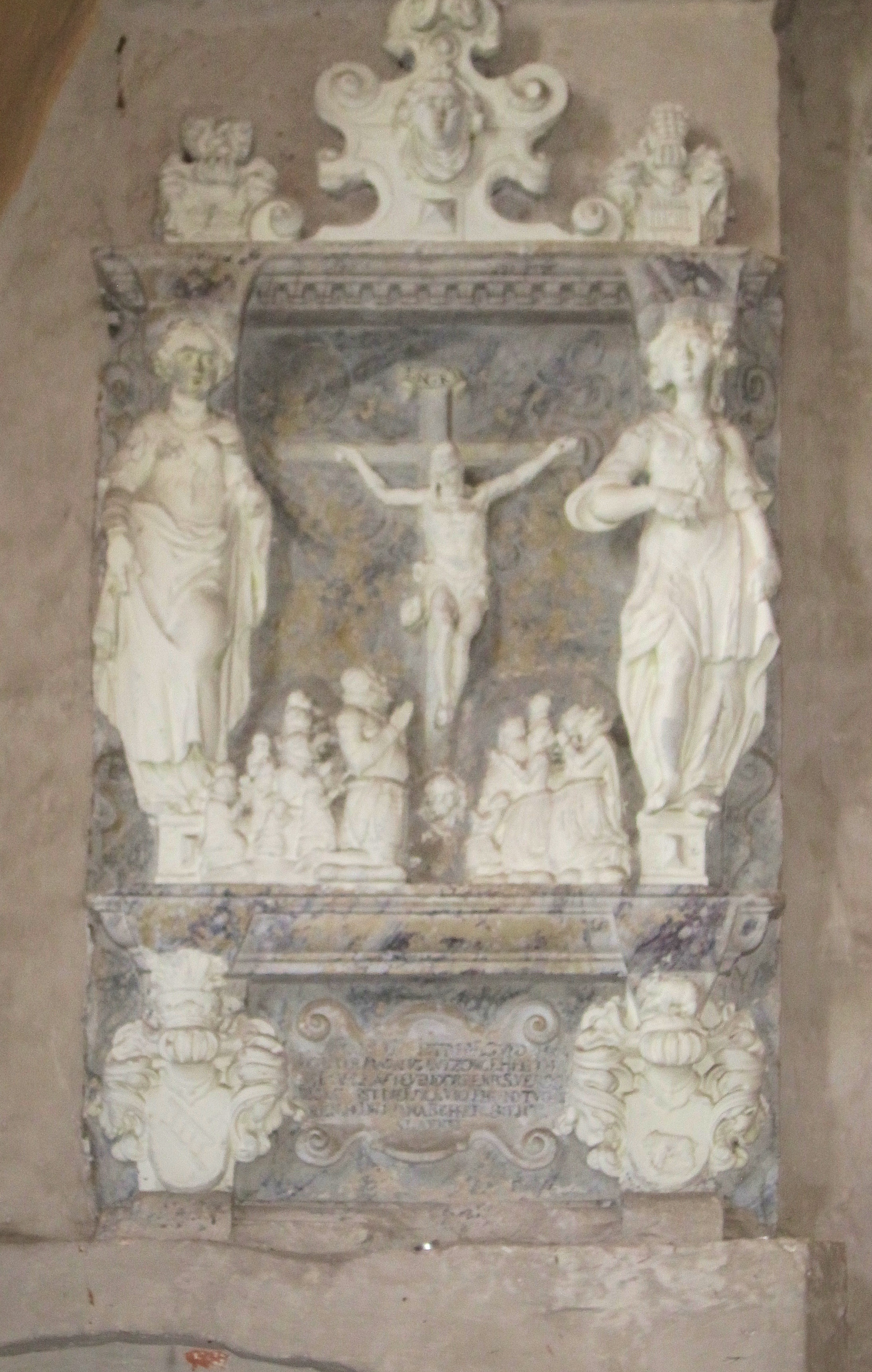
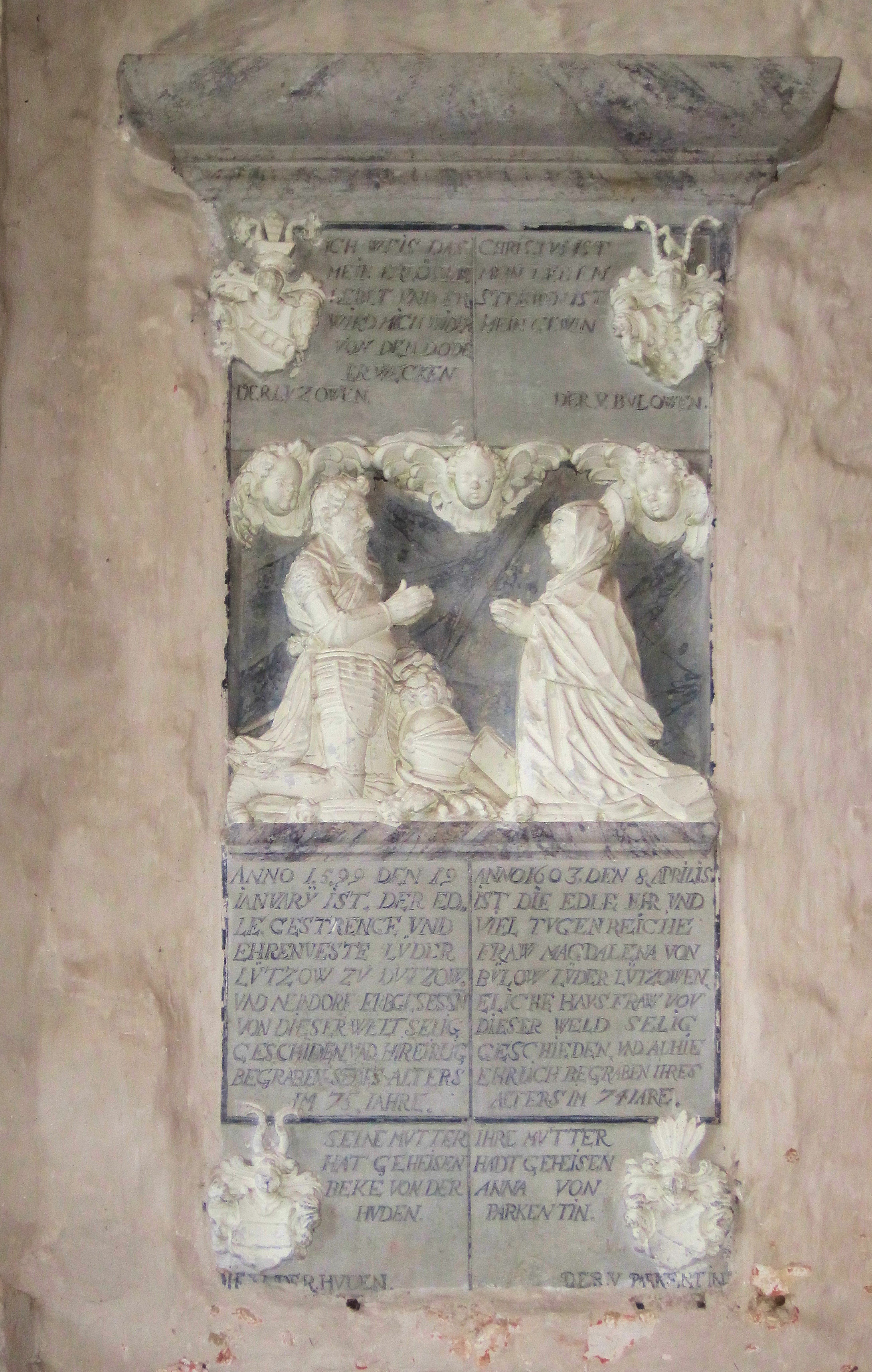

## Orgel

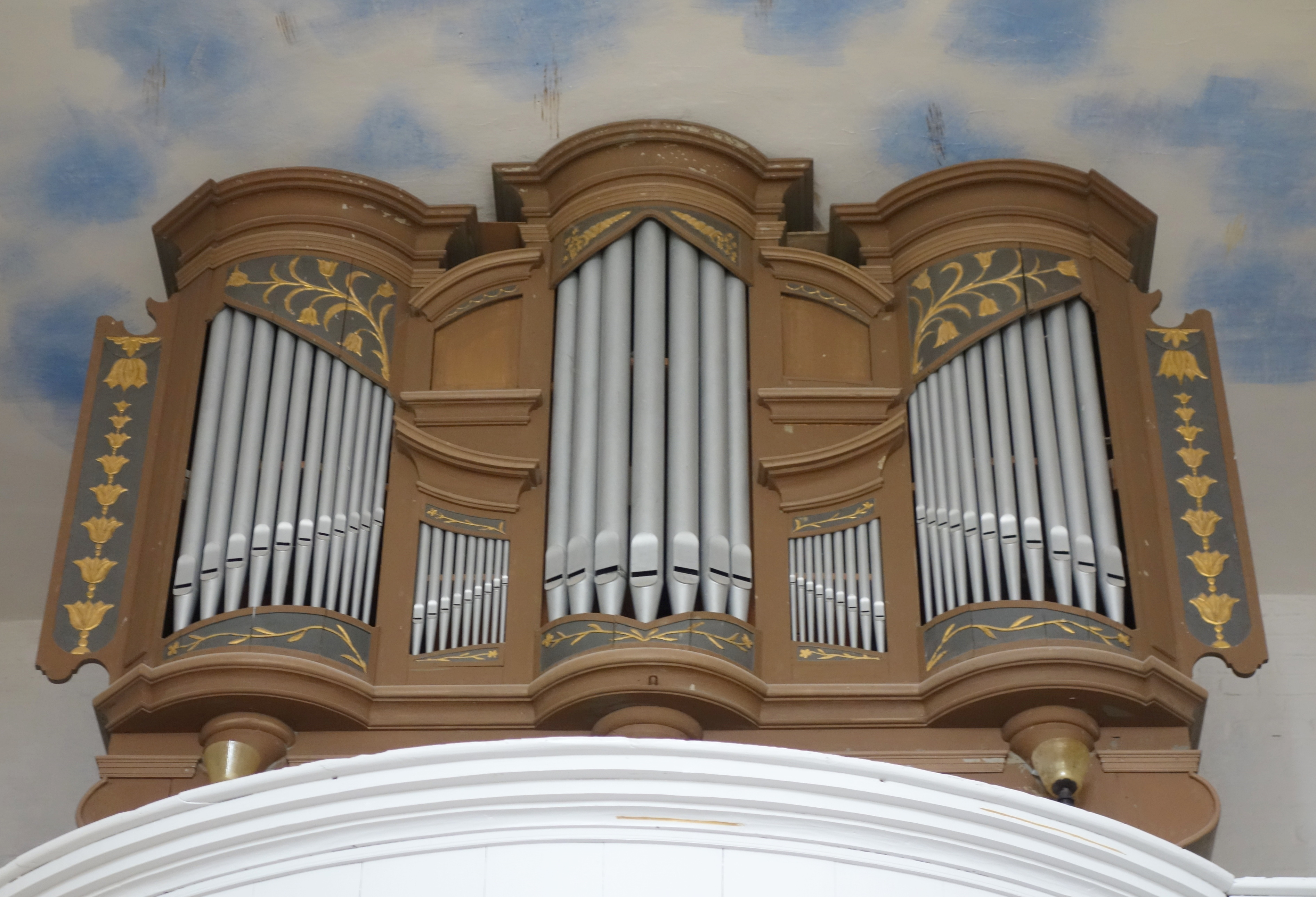
Friese-Orgel von 1819

Die Kirche verfügt auf der schlichten Empore über eine einmanualige Orgel (I/p/10) mit 10 Registern und angehängtem Pedal, die im Jahr 1819 von Friedrich Friese I gebaut wurde.
1900 erfolgten durch den Schweriner Orgelbauer Marcus Runge diverse Reparaturen.

## Glocken
Die Kirche verfügte nach Friedrich Schlie 1898 über zwei Glocken. Die größere wurde 1845 umgegossen, behielt jedoch die Inschrift der Vorgängerin, wonach sie von dem Lübecker Glockengießer M. BRVN HEMMINKHVSEN 1594 gegossen wurde. Sie ging im Ersten Weltkrieg für Rüstungszwecke verloren und wurde 1926 zum 600sten Besitzjubiläum der Familie von Lützow in Groß Salitz durch eine neue Glocke ersetzt, die heute noch als einzige Glocke in der Kirche verblieben ist. Die kleinere, gerissene Glocke wurde nach einem Vertrag vom 20. März 1879 zwischen dem Pastor Rönneberg und Hofglockengießer E. Albrecht 1879 in Wismar umgegossen. Ihre Vorgängerin war ausweislich der überlieferten Inschrift 1656 in Salitz von den aus Lothringen stammenden Wandergießern Stephan Wollo und Nikolaus Gage gegossen worden und trug das Lützowsche Wappen. Die kleine Glocke musste im Zweiten Weltkrieg abgeliefert werden und ging auf dem Hamburger Glockenfriedhof verloren.

## Gemeinde
Seit 2000 ist die Kirchengemeinde Groß Salitz mit Gadebusch dauerhaft verbunden. Sie gehört zur Propstei Wismar im Kirchenkreis Mecklenburg der Evangelisch-Lutherischen Kirche in Norddeutschland.